# Nel gorgo del peccato (film 1954)
Nel gorgo del peccato è un film del 1954 diretto da Vittorio Cottafavi.

## Trama
Dopo anni di distacco Alberto Valli torna in casa di Margherita, sua madre rimasta vedova, con la sua amante Germaine. Filippo, ex amante di Germaine, lo coinvolge a sua insaputa in un traffico di droga e, ricattato dalla donna, la ferisce. Alberto è arrestato per tentato omicidio. Sua madre induce Filippo a confessare la sua colpevolezza, ma ne viene uccisa.

## Censura
La censura italiana impose non poche modifiche, una delle quali la frase di Germaine «Il letto è l'unica cosa che funziona qua dentro. Finirò col passarci le giornate. È il divertimento dei poveri. Per questo si vedono tanti bambini stracciati per le strade...», recitata in sala di doppiaggio da Lydia Simoneschi, che venne fatta modificare, diventando «Il letto è l'unica cosa che funziona qua dentro. Finirò col passarci le giornate. Mah, dopotutto è comodo. E poi si passa tutto il tempo al caldo senza spendere una lira».
Altri tagli riguardarono l'eliminazione dei fotogrammi in cui Germaine appare in vestaglia, la riduzione al minimo dei fotogrammi che mostrano Filippo che abbraccia Germaine in modo voluttuoso, la scena in cui i due protagonisti si danno un lungo bacio e accorciata la scena in cui il piccolo Gino sbircia la cognata in vestaglia.
Il film venne vietato ai minori di 16 anni. Solo nel 1996 venne concessa la proiezione in pubblico senza limiti di età.
Il negativo col montaggio originale è attualmente irreperibile. Una copia d'epoca, risalente al secondo visto censura, è stata salvata e conservata dalla Cineteca di Bologna. Tale copia è stata proiettata nel 2008 al festival I Mille Occhi.

### Passaggi televisivi
Pur essendo stato modificato dalla censura, nei passaggi televisivi alcune scene che all'uscita nelle sale vennero eliminate sono state reintrodotte. Tuttavia la Rai e Mediaset utilizzano due master differenti: la versione Rai deriva da un positivo ma non corrisponde a nessun visto censura, poiché mantiene parzialmente il taglio della sequenza fra il ragazzino e la zia mentre reintegra tutti gli altri; la versione Mediaset invece reintegra tutti i tagli precedenti ma ne apporta due nuovi, ovvero la scazzottata tra Alberto e Filippo, che viene alleggerita, e abbreviata la scena sul divano.

## Distribuzione
A causa delle numerose modifiche, la distribuzione nelle sale venne rimandata per vari mesi. La prima proiezione in pubblico fu al Festival Cinematografico dell'Anteprima, a San Marino, il 24 luglio. La distribuzione in pochissime sale italiane inizia il 30 ottobre, con divieto ai minori di 16 anni. Dopo una richiesta di una nuova revisione da parte della produzione, i tempi si allungano ulteriormente, data anche la decisione dei revisori di eliminare ulteriori scene. La regolare distribuzione in tutta Italia inizierà soltanto dal giugno 1955.

## Incassi
Al botteghino si rivelò un insuccesso, incassando soltanto 50 milioni di lire a fronte dei 95 spesi nella produzione.